# Rafael Nava
Rafael Nava – meksykański bokser, złoty medalista Igrzysk Ameryki Środkowej i Karaibów z roku 1935. W finale Igrzysk Ameryki Środkowej i Karaibów 1935 pokonał Kubańczyka Ángela Calvo.